# New Advent
New Advent è un sito web cattolico in lingua inglese che fornisce gratuitamente i testi in inglese di varie opere relative alla Chiesa cattolica, fra cui documenti papali, opere dei Padri della Chiesa e della Scolastica, nonché la Catholic Encyclopedia.

## Storia
New Advent fu fondato da Kevin Knight, un laico cattolico.
Durante la visita di papa Giovanni Paolo II per la Giornata Mondiale della Gioventù del 1993, Knight, allora ventiseienne residente a Denver, nel Colorado, ebbe l'ispirazione di lanciare un progetto per pubblicare su Internet l'edizione del 1913 dell'Enciclopedia Cattolica redatta dal 1907 al 1912. Knight fondò il sito web senza scopo di lucro New Advent per ospitarne i contenuti. Volontari dagli Stati Uniti, dal Canada, dalla Francia e dal Brasile aiutarono nella digitalizzazione del materiale originale. Il sito fu messo online nel 1995 e le attività di trascrizione della Catholic Encyclopedia terminarono due anni dopo.

## Contenuti
New Advent contiene diversi documenti di pubblico dominio rilevanti per i cattolici, tra cui l'Enciclopedia Cattolica, la Summa Theologica, scritti tradotti dei Padri della Chiesa, una serie di encicliche papali e notizie relative alla Chiesa cattolica.
Il sito offre la possibilità di navigare tra i documenti correlati attraverso l'uso frequente di collegamenti ipertestuali ad altre opere ospitate sul suo sito web.

## Ricezione
Scrivendo su Reference Reviews, il bibliotecario della Georgia State University Brian K. Koy definì il sito come "altamente consigliato". Koy descrisse il contenuto del sito come semplice e fedele al testo delle opere originali, ma lamentò la relativa mancanza di immagini e quello che considerò un uso eccessivo di collegamenti ipertestuali.

## Collegamenti ipertestuali
- (EN) Sito ufficiale, su newadvent.org.